# 高嵩 (中共)
高嵩（1908年—1940年8月），曾用化名张以洪、郭老三，祖籍山东蓬莱，出生于辽宁义县。曾任东北海军教导总队副队长、中共青岛市委书记、山东人民抗日救国军第三军第一路指挥、八路军山东人民抗日游击第五支队副司令员、八路军山东纵队第五支队十九旅旅长、苏鲁豫皖第三军区副司令员等职，1940年8月牺牲于侵华日军“扫荡”。

## 生平

### 早期经历
清朝光绪三十四年（1908年），高嵩出生于奉天省锦州府义州（今辽宁省锦州市义县），祖籍山东蓬莱（今山东省烟台市蓬莱区），其祖父举家迁到义县。青年时代，高嵩曾在东北商船学校学习，后到东北航警学校轮机系学习，1929年开始在东北海军任职。1930年东北海军移驻青岛，他随军到青岛，并任海军教导总队第四中队分队长。
1931年九一八事变后，当时已经是中国共产党员的高嵩开始在海军中发展进步青年，他首先组织有抗日思想的青年成立读书会，讨论时政，宣传中国共产党的抗日民族统一战线政策。1932年初，一·二八事變爆发，高嵩受命到上海参加对抵抗日军侵略的国民革命军第十九路军的后援工作，负责募集物资、安置慰问负伤官兵等。十九路军被迫撤出淞沪后，高嵩返回青岛，担任青岛海军教导总队副队长，分管特务部队。根据中共上海中央局指示，高嵩开始独自开展中共活动，在海军官兵中发展党员。1933年春，冯玉祥、方振武、吉鸿昌等人在察哈尔成立察哈尔民众抗日同盟军，高嵩前往参加。1933年夏，青岛海军发生内讧，高嵩通过中共北平党组织派人前往青岛联络海军地下党员策划武装起义，但最终行动作罢。1933年8月，同盟军在日军与蒋介石派军的夹击和内部的混乱中走向瓦解，高嵩于9月底返回青岛。

### 恢复中共青岛党组织
1933年12月，青岛的中共山东省地下工委遭破坏，中共相关活动由共青团青岛临时工委暂时代管。中共上海中央局指示返回高嵩尽快恢复当地的中共活动。1934年4月，高嵩在海军中建立党支部，并以其为基础扩大中共组织。5月，高嵩利用社会关系成为青岛市政府办事员，并被委派在青岛市公安局第二科交通股任职，他以此职位为掩护，迅速恢复青岛的中共活动。6月，高嵩在西镇云南路14号德云里主持召开中共青岛市委筹备委员会第一次会议，有海军党员10名，高嵩任筹备委员会常委。不久，在西镇无线电台旁高嵩又主持召开第二次会议。两次会议青岛地下党组织在各类群体中一共发展17名党员，成立了若干党支部。8月下旬，高嵩到上海汇报工作，返回青岛后于9月7日在胶济铁路局附近召开中共青岛市委成立大会，高嵩任市委书记。由于新任的中共青岛市委组织委员王金玉是中统特务兼公安局侦缉队便衣侦探，高嵩在9月27日被捕，其后多名党员被捕，中共青岛市委遭破坏。高嵩被捕后被关押于青岛公安局拘留所。1935年1月，高嵩被解送济南高等法院判刑6年，关押于青州第四监狱。

### 抗战期间
1937年抗日战争全面爆发后，国共第二次合作，高嵩于11月获释出狱后返回青岛。已经与中共组织失联的高嵩到山东大学与受中共东北军工委领导的中共青岛特支取得联系。不久，特支委员陈振麓率部分中华民族解放先锋队队员转移到崂山毕家村开展抗日活动，高嵩随同前往。1937年11月，中共东北军工委决定，撤销青岛特支成立青岛市委，加紧筹建抗日游击队。月底，崂山抗日游击队第四中队成立，陈振麓任队长，高嵩负责战术教练。
1938年1月，日军占领青岛，崂山抗日游击队转移到诸城，高嵩则被安排去参加中共胶东特委领导的山东人民抗日救国军第三军。高嵩徒步到达黄县后，通过地方党组织的介绍加入胶东特委领导的部队。3月，第三军在向蓬莱、黄县、掖县行进途中实行整编，将随总部行动的第二大队、第五大队、特务队合编为第三军第一路，高嵩任指挥。第三军第一路的队员几乎都曾参加过一一·四暴动和天福山起义，战斗素质比较高。6月，高嵩被选为中共胶东特委委员。9月，中共苏鲁豫皖边区省委将胶东部队的番号改为八路军山东人民抗日游击第五支队，高嵩任五支队副司令员。五支队与胶东特委合署办公，由胶东特委另设军事部领导各县地方抗日武装大队，高嵩兼任军事部副部长，后任部长。11月，五支队所辖部队改编为十九旅、二十一旅、二十五旅，高嵩任十九旅旅长。1938年12月，中共胶东区第一次党代表大会召开，选举产生了中共胶东区委，高嵩被选为区党委执行委员。12月底，五支队改称为八路军山东纵队第五支队，高嵩仍任十九旅旅长。1939年3月，胶东区党委决定成立北海区军政委员会，高嵩被选为委员，同时决定成立蓬黄战区指挥部，高嵩兼任指挥。1939年秋，高嵩指挥所属部队，趁日军外出“扫荡”攻打蓬莱城，占领县政府，但后因驻烟台日军增援，被迫撤离。1939年9月，胶东区党委根据山东分局的指示，将区党委军事部改编为苏鲁豫皖第三军区（后改称山东省第三军区），高嵩任副司令员。1940年2月，八路军山东纵队开始进行第三期整军，第三军区改称第五支队，高嵩任副司令员。
1940年4月，高嵩奉命到抗日军政大学第一分校学习。8月，牺牲于侵华日军对鲁中地区一次“扫荡”中，年仅32岁。